# Hvideruslands håndboldlandshold (damer)
Hvideruslands håndboldlandshold er det hviderussiske landshold i håndbold for kvinder. De er reguleret af Belaruskaja federatsyja handbola og deltager i internationale konkurrencer.

## Statistik

### EM
- 2002: 16.-plads
- 2004: 16.-plads
- 2008: 12.-plads